# 普拉特峰

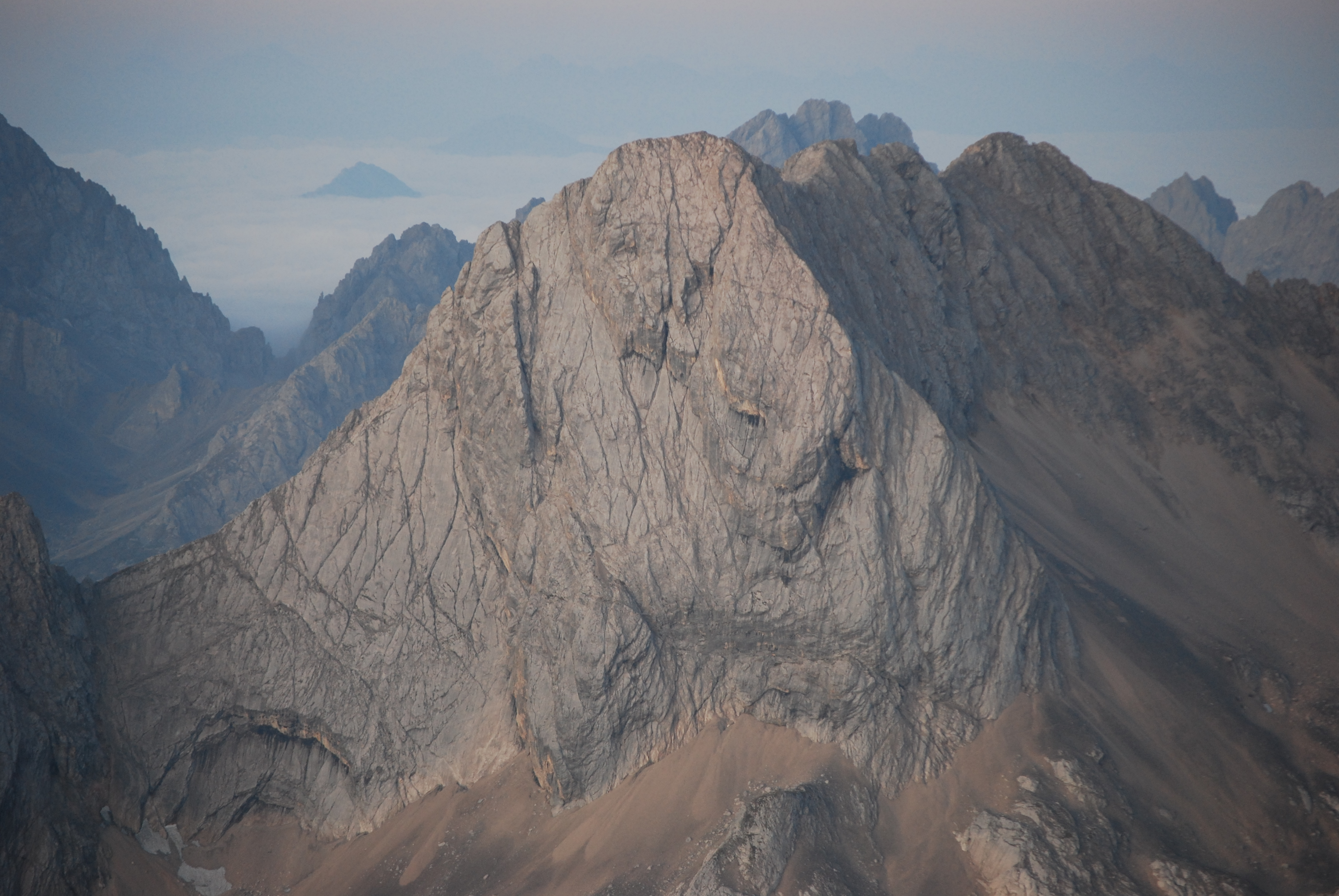

47°23′45″N 10°59′17″E / 47.39583°N 10.98806°E
普拉特峰（德語：Plattspitzen），是中歐的山峰，位於德國和奧地利接壤的邊境，屬於韋特施泰因山脈的一部分，海拔高度2,680米，每年平均降雨量1,666毫米，人類在1871年首次登頂。